# CSI: NY
CSI: NY - Crime Scene Investigation (no Brasil, C.S.I.: Nova York), é o segundo spin-off e terceira série da franquia CSI: Crime Scene Investigation. Estreou em setembro de 2004 após derivar-se do episódio "MIA/NYC NonStop", de CSI: Miami que foi ao ar no final da segunda temporada. O episódio conta a viagem de Horatio Caine (CSI: Miami) a Nova York em perseguição a um suspeito de homicídio que fugiu de Miami.
Em 10 de maio de 2013, a série foi cancelada pela emissora CBS.

## Produção
Com um clima muito mais sombrio que seus antecessores, é bem mais sangrento que a versão de Miami. Foi filmado com uma luz azulada até a segunda temporada, quando o presidente da CBS decidiu tornar a série "menos fria". Possui também um teor dramático diferenciado dos outros CSIs, ao contar a história de seu líder, Mac, que perdeu a esposa no ataque terrorista às Torres Gêmeas de Nova York, em 11 de setembro de 2001. uma série baseada em detetives e em cada episódio tem um caso diferente.

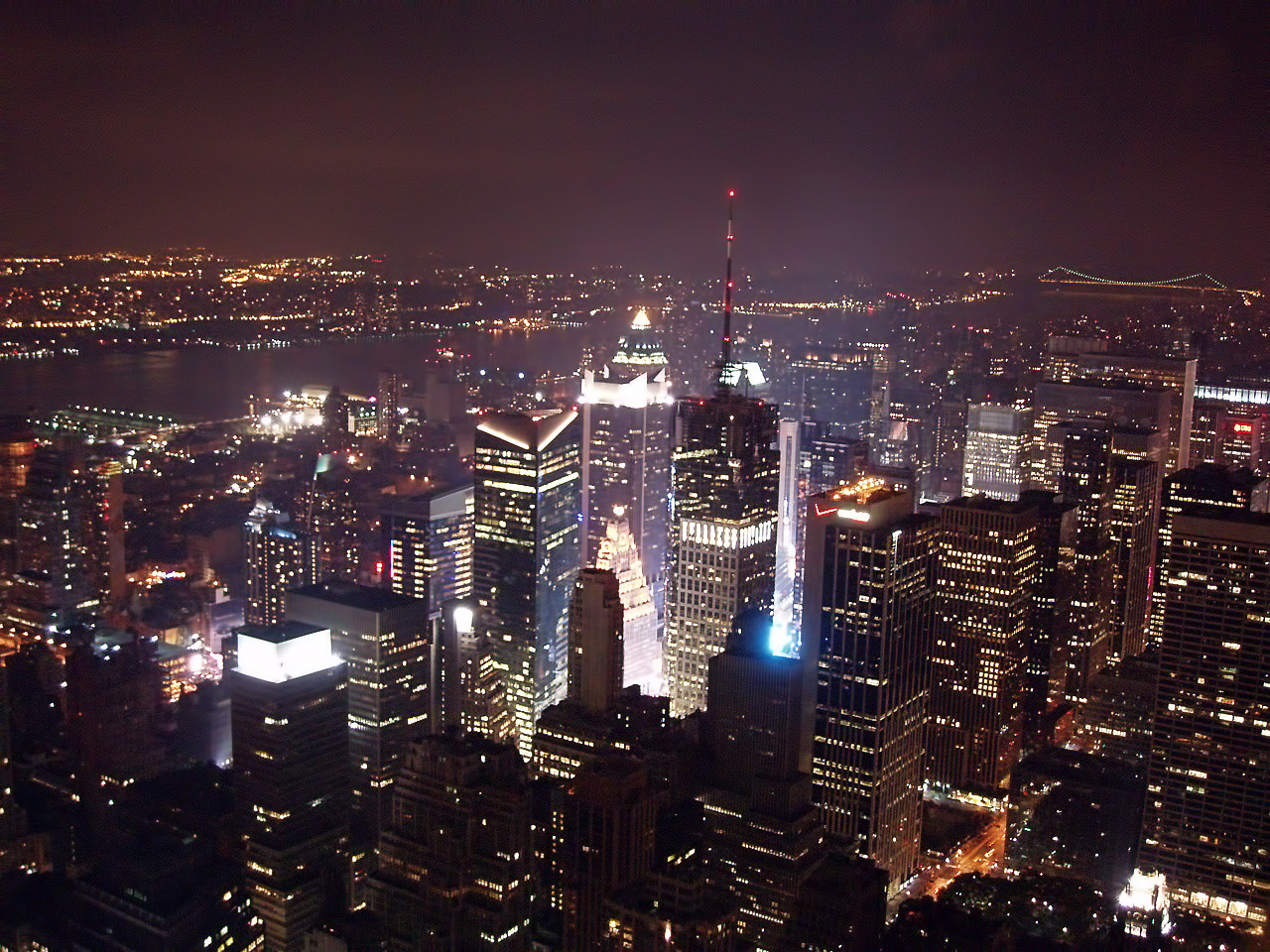
New York

## Elenco

### Elenco regular
| Personagem | Personagem | Personagem | Personagem |
| ---------- | ---------- | ---------- | ---------- |
|            | Principal  |            | Recorrente |

| Ator/Atriz         | Personagem                         | Cargo                              | Temporadas | Temporadas | Temporadas | Temporadas | Temporadas | Temporadas | Temporadas | Temporadas | Temporadas |
| Ator/Atriz         | Personagem                         | Cargo                              | 1          | 2          | 3          | 4          | 5          | 6          | 7          | 8          | 9          |
| ------------------ | ---------------------------------- | ---------------------------------- | ---------- | ---------- | ---------- | ---------- | ---------- | ---------- | ---------- | ---------- | ---------- |
| Gary Sinise        | Det. Mac Taylor                    | CSI Supervisor Nível 3             | Principal  | Principal  | Principal  | Principal  | Principal  | Principal  | Principal  | Principal  | Principal  |
| Hill Harper        | Det. Dr. Sheldon Hawkes            | CSI Nível 2                        | Principal  | Principal  | Principal  | Principal  | Principal  | Principal  | Principal  | Principal  | Principal  |
| Eddie Cahill       | Det. Don Flack                     | Detetive da Homicidios             | Principal  | Principal  | Principal  | Principal  | Principal  | Principal  | Principal  | Principal  | Principal  |
| Carmine Giovinazzo | Det. Danny Messer                  | CSI Nível 3                        | Principal  | Principal  | Principal  | Principal  | Principal  | Principal  | Principal  | Principal  | Principal  |
| Melina Kanakaredes | Det. Stella Bonasera (Transferida) | CSI Supervisora Assistente Nível 3 | Principal  | Principal  | Principal  | Principal  | Principal  | Principal  |            |            |            |
| Vanessa Ferlito    | Det. Aiden Burn (Assassinada)      | CSI Nível 2                        | Principal  | Principal  |            |            |            |            |            |            |            |
| Anna Belknap       | Det. Lindsay Monroe Messer         | CSI Nível 3                        |            | Principal  | Principal  | Principal  | Principal  | Principal  | Principal  | Principal  | Principal  |
| Robert Joy         | Dr. Sid Hammerback                 | Chefe dos Legistas                 |            | Recorrente | Recorrente | Recorrente | Principal  | Principal  | Principal  | Principal  | Principal  |
| A. J. Buckley      | Adam Ross                          | Técnico de Laboratório             |            | Recorrente | Recorrente | Recorrente | Principal  | Principal  | Principal  | Principal  | Principal  |
| Sela Ward          | Det. Jo Danville                   | CSI Supervisora Assistente Nível 3 |            |            |            |            |            |            | Principal  | Principal  | Principal  |

### Elenco recorrente
- Kathleen Munroe - Samantha "Sam" Flack
- Carmen Argenziano - NYPD Inspetor Stanton Gerrard
- Mykelti Williamson - Chefe do Brigham Sinclair
- Bess Wohl - Kendall Novak
- Jessalyn Gilsig - Jordan Gates
- Kristen Dalton - Quinn Shelby
- Kyle Gallner - Reed Garrett
- Emmanuelle Vaugier - Detetive Jessica Angell
- Claire Forlani - Dr. Peyton Driscoll
- David Julian Hirsh - Zack Shannon
- Edward Furlong - Shane Casey
- Sonya Walger - Jane Parsons
- Kelly Hu - Kaile Maka
- J. Grant Albrecht - Leonard Giles
- Chad Lindberg - Chad Willingham
- Ron Yuan - Dr. Evan Zao
- Jonah Lotan - Dr. Marty Pino
- Dedy'y Rodrigues - Dr. David Victor Diamond
- Ben Bledsoe
- Natalie Martinez - Detetive Jaime Lovato

## Ratings
| Temporada | Temporada | Ep. 1 | Ep. 2 | Ep. 3 | Ep. 4 | Ep. 5 | Ep. 6 | Ep. 7 | Ep. 8 | Ep. 9 | Ep. 10 | Ep. 11 | Ep. 12 | Ep. 13 | Ep. 14 | Ep. 15 | Ep. 16 | Ep. 17 | Ep. 18 | Ep. 19 | Ep. 20 | Ep. 21 | Ep. 22 | Ep. 23 | Ep. 24 | Ep. 25 |
| --------- | --------- | ----- | ----- | ----- | ----- | ----- | ----- | ----- | ----- | ----- | ------ | ------ | ------ | ------ | ------ | ------ | ------ | ------ | ------ | ------ | ------ | ------ | ------ | ------ | ------ | ------ |
|           | 1         | 19.26 | 19.47 | 16.89 | 12.98 | 14.71 | 15.38 | 17.46 | 13.50 | 14.92 | 15.60  | 12.15  | 13.66  | 17.56  | 13.08  | 14.04  | 14.30  | 13.62  | 16.73  | 11.00  | 14.84  | 13.42  | 14.55  | 12.30  | N/A    | N/A    |
|           | 2         | 13.30 | 14.57 | 15.22 | 14.00 | 15.31 | 15.70 | 19.22 | 15.69 | 14.52 | 15.84  | 16.49  | 15.50  | 14.89  | 16.42  | 13.76  | 13.91  | 14.15  | 14.81  | 14.14  | 15.14  | 15.23  | 14.76  | 15.16  | 13.23  | N/A    |
|           | 3         | 16.11 | 16.21 | 15.73 | 17.97 | 15.99 | 17.42 | 16.64 | 16.77 | 16.18 | 15.31  | 16.43  | 15.83  | 13.77  | 13.35  | 14.97  | 14.81  | 13.67  | 13.67  | 13.64  | 12.64  | 11.40  | 13.00  | 12.83  | 13.07  | N/A    |
|           | 4         | 12.72 | 12.69 | 13.43 | 13.99 | 13.82 | 13.40 | 12.92 | 13.13 | 14.56 | 14.19  | 14.36  | 11.71  | 11.51  | 10.16  | 12.85  | 12.38  | 13.43  | 11.51  | 12.73  | 11.86  | 11.83  | N/A    | N/A    | N/A    | N/A    |
|           | 5         | 14.59 | 14.88 | 15.87 | 14.39 | 13.75 | 11.80 | 11.62 | 14.12 | 12.30 | 13.33  | 13.38  | 12.66  | 11.58  | 11.94  | 12.33  | 12.56  | 13.63  | 12.78  | 12.64  | 12.50  | 12.14  | 12.50  | 13.40  | 12.33  | 12.77  |
|           | 6         | 15.06 | 13.16 | 12.42 | 13.40 | 13.01 | 12.00 | 14.51 | 13.62 | 12.68 | 12.96  | 13.55  | 14.16  | 13.54  | 14.16  | 12.98  | 12.35  | 11.07  | 10.64  | 10.85  | 10.30  | 11.36  | 11.30  | 11.96  | N/A    | N/A    |
|           | 7         | 10.35 | 9.70  | 9.89  | 9.57  | 10.25 | 10.44 | 10.58 | 10.02 | 10.18 | 10.13  | 9.45   | 9.56   | 9.32   | 9.71   | 10.65  | 10.89  | 10.60  | 10.36  | 9.75   | 9.19   | 9.53   | 11.30  | N/A    | N/A    | N/A    |
|           | 8         | 10.68 | 10.07 | 9.87  | 10.13 | 10.73 | 9.83  | 10.14 | 9.97  | 9.76  | 10.56  | 10.60  | 10.25  | 10.44  | 9.45   | 9.07   | 9.13   | 9.06   | 9.11   | N/A    | N/A    | N/A    | N/A    | N/A    | N/A    | N/A    |
|           | 9         | 9.11  | 8.40  | 9.48  | 9.48  | 10.09 | 10.05 | 9.72  | 9.59  | 9.86  | 9.95   | 9.13   | 10.71  | 10.68  | 10.39  | 9.57   | 8.59   | 9.46   | N/A    | N/A    | N/A    | N/A    | N/A    | N/A    | N/A    | N/A    |

## Recepção da crítica
Em sua primeira temporada, CSI: NY teve recepção geralmente favorável por parte da crítica especializada. Com base de 22 avaliações profissionais, alcançou uma pontuação de 61% no Metacritic. Por votos dos usuários do site, atinge uma nota de 5.9, usada para avaliar a recepção do público.